# Khampheng Boupha
Khampheng Boupha (* 15. Januar 1923 in Luang Prabang, Laos; † 2011) war eine laotische Politikerin. Sie wurde 1958 als erste Frau in die laotische Nationalversammlung gewählt.

## Leben und Wirken
Khampheng Boupha wurde 1923 in Luang Prabang geboren, wo sie auch die Schule besuchte. Im Alter von 20 Jahren heiratete sie 1943 Khamphay Boupha. Er gehörte der Befreiungsbewegung Lao Issara an und sie begleitete ihn von 1946 bis 1949 ins Exil. Im Jahr 1950 traten beide in die Front für ein Freies Laos ein. Sechs Jahre später wurde sie als erste Frau in das Zentralkomitee der Patriotischen Front gewählt. Am 4. Mai 1958 gewann Boupha die Nachwahlen und wurde als Abgeordnete von Luang Prabang in die Nationalversammlung gewählt. In den 1960er Jahren gehörte sie mit ihrem Mann der Delegation des prokommunistischen Pathet Lao in Hanoi, Nordvietnam an.
Boupha wurde 1975 Präsidentin der Union der laotischen Frauen und vier Jahre später Mitglied des ständigen Komitees der Laotischen Front für nationalen Aufbau. Im Jahr 1982 wurde sie zum Mitglied des Zentralkomitees der Laotischen Revolutionären Volkspartei (LRVP) gewählt. Vor dem vierten Kongress der Partei stellte sie das Amt zur Verfügung.